# Флаг Ханты-Мансийского района
Флаг муниципального образования Ха́нты-Манси́йский район Ханты-Мансийского автономного округа — Югры Тюменской области Российской Федерации.

## Описание флага
«Флаг муниципального образования Ханты-мансийский район представляет собой прямоугольное полотнище из двух полос: верхней — зелёного, нижнего — синего цветов. Отношение зелёной полосы к синей составляет 1:3. От нижнего края флага на расстоянии одной четвёртой его части расположен рисунок, состоящий из двух полос (нижнего — красного, верхней — синего цветов) и орнамента геометрически правильных фигур „Оленьи рога“. Красная и синяя полосы имеют одинаковую ширину, равную одной шестой части общей ширины горизонтального рисунка. Ширина орнамента составляет четыре шестых части общей ширины горизонтального рисунка. Общая ширина рисунка составляет одну шестую часть ширины флага. Соотношение сторон флага 1:2».

## Символика флага
Флаг муниципального образования Ханты-Мансийский район по своему содержанию един и гармоничен. Выбор цветов флага обусловлен местными национальными традициями.
Синяя полоса флага — символ красоты, величия. Это ярко-синее небо, и богатые водные ресурсы.
Цвет зелёной полосы флага — символ природного ландшафта. Это необъятные лесные просторы, поля, луга и дикоросы.
Красная полоса символизирует богатства нефтяных месторождений, а также мужество и патриотизм жителей района.
Белый орнамент — символ бескрайних снежных просторов, чистоты и мира.

## См. также

Флаги муниципальных образований Ханты-Мансийского района
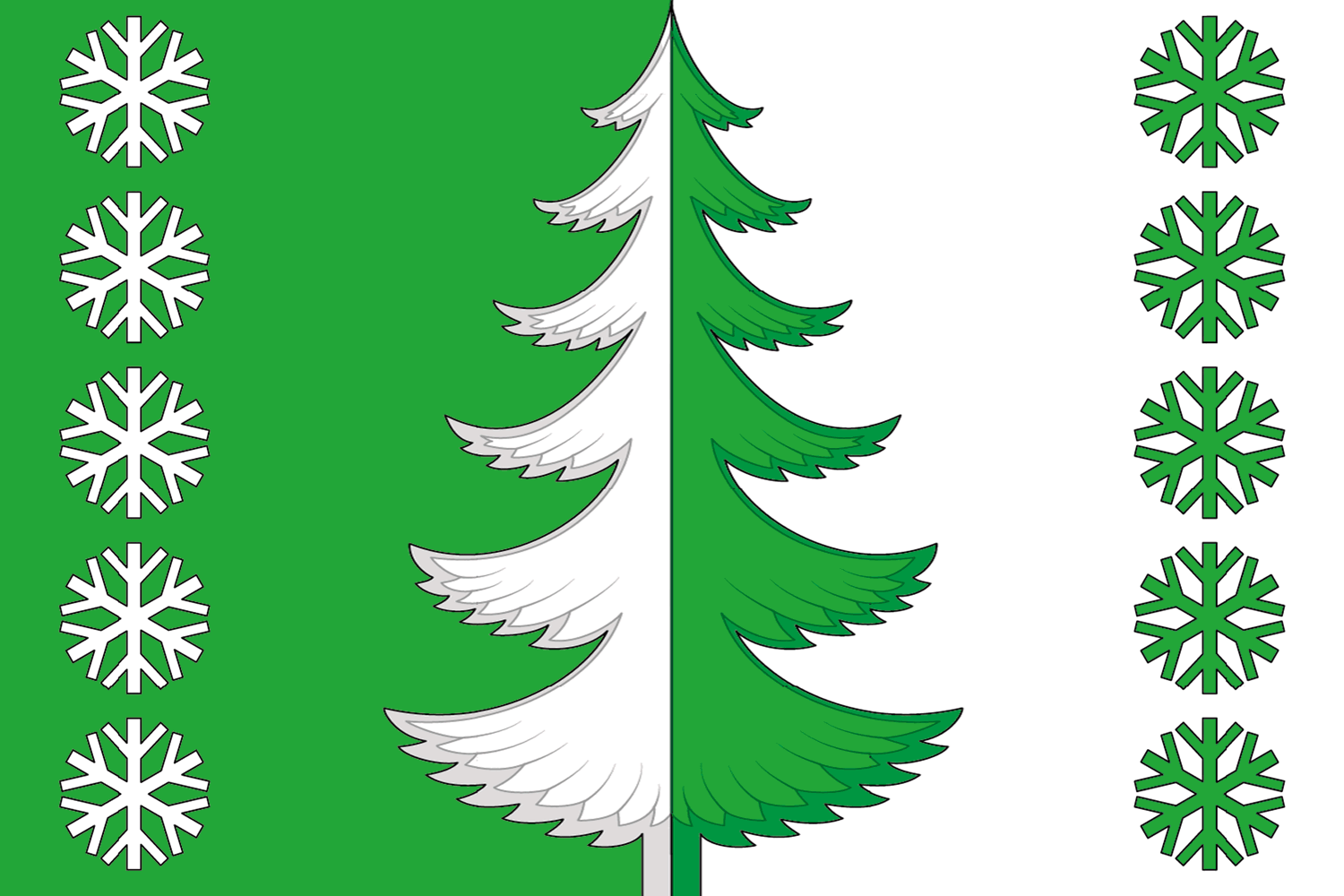
Флаг сельского поселения Выкатной
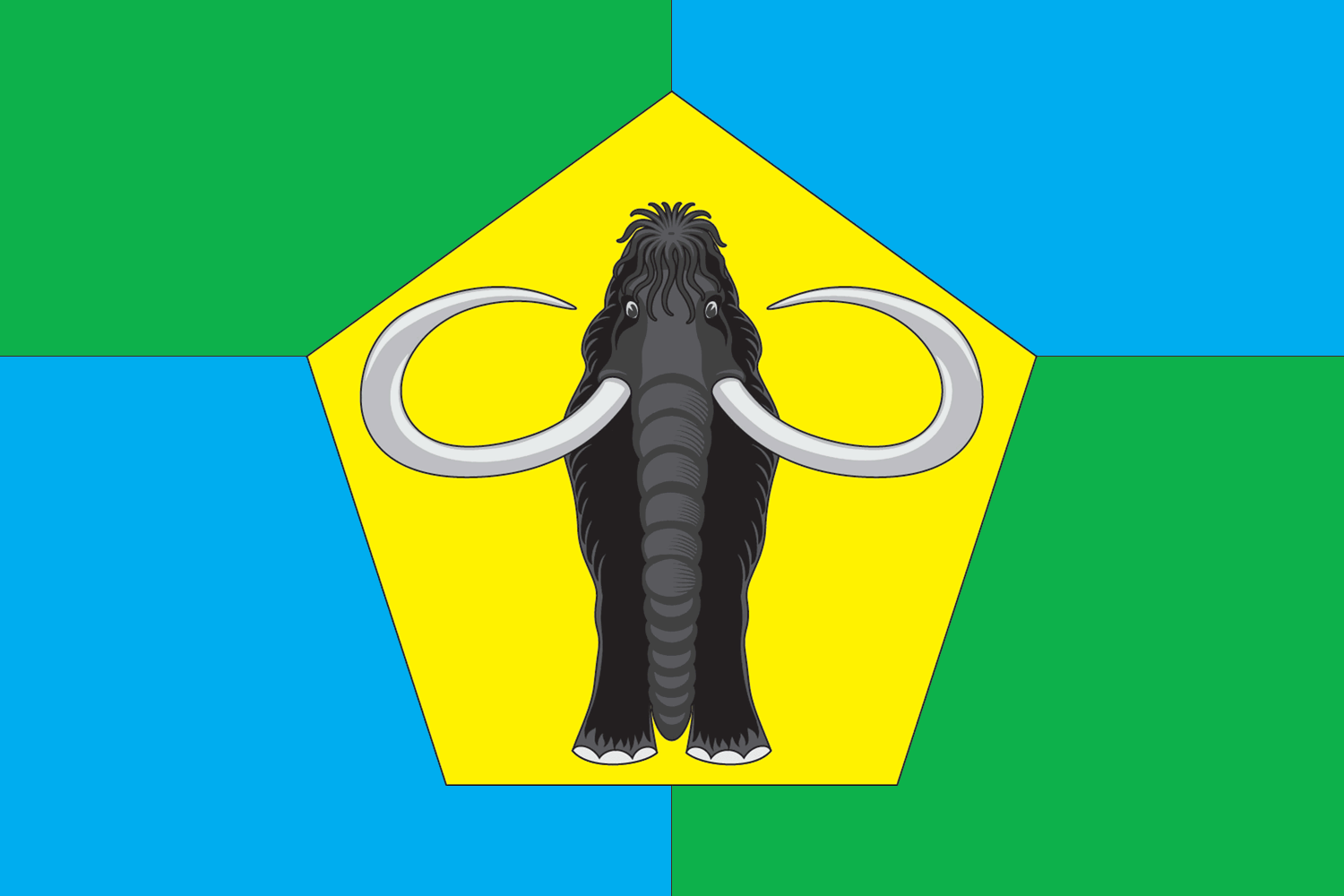
Флаг сельского поселения Луговской
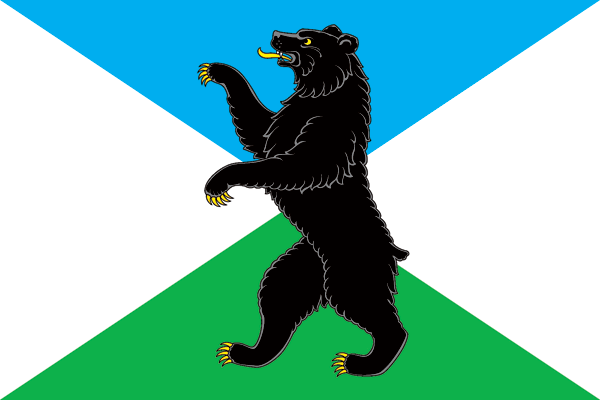
Флаг сельского поселения Шапша